# Мінудашт (Марказі)
Мінудашт (перс. مينودشت  /ليليان /) — село в Ірані, у дегестані Хоррам-Дашт, у бахші Камаре, шагрестані Хомейн остану Марказі. За даними перепису 2006 року, його населення становило 782 особи, що проживали у складі 193 сімей.

## Клімат
Середня річна температура становить 12,80 °C, середня максимальна – 31,91 °C, а середня мінімальна – -8,98 °C. Середня річна кількість опадів – 227 мм.
| Клімат поселення                              | Клімат поселення | Клімат поселення | Клімат поселення | Клімат поселення | Клімат поселення | Клімат поселення | Клімат поселення | Клімат поселення | Клімат поселення | Клімат поселення | Клімат поселення | Клімат поселення | Клімат поселення |
| Показник                                      | Січ.             | Лют.             | Бер.             | Квіт.            | Трав.            | Черв.            | Лип.             | Серп.            | Вер.             | Жовт.            | Лист.            | Груд.            |                  |
| Середній максимум, °C                         | 9,91             | 11,20            | 15,42            | 19,94            | 24,84            | 31,46            | 31,91            | 31,23            | 27,14            | 21,24            | 15,06            | 9,07             |                  |
| Середня температура, °C                       | 0,46             | 1,76             | 5,97             | 10,49            | 15,39            | 22,02            | 25,54            | 24,87            | 20,79            | 14,89            | 8,70             | 2,70             |                  |
| Середній мінімум, °C                          | −8,98            | −7,69            | −3,47            | 1,04             | 5,94             | 12,56            | 19,18            | 18,50            | 14,44            | 8,51             | 2,34             | −3,66            |                  |
| Норма опадів, мм                              | 37               | 36               | 42               | 28               | 18               | 2                | 2                | 1                | 0                | 7                | 22               | 32               |                  |
| Середньомісячна швидкість вітру, м/с          | 1.46             | 1.99             | 3.20             | 3.02             | 2.76             | 2.43             | 2.41             | 2.34             | 2.22             | 2.10             | 1.90             | 1.80             |                  |
| Середньомісячна сонячна радіація, кДж/м²·день | 9661             | 12990            | 15332            | 18666            | 22548            | 26791            | 25732            | 24321            | 21475            | 16106            | 11341            | 9265             |                  |
| --------------------------------------------- | ---------------- | ---------------- | ---------------- | ---------------- | ---------------- | ---------------- | ---------------- | ---------------- | ---------------- | ---------------- | ---------------- | ---------------- | ---------------- |
| Джерело:                                      |                  |                  |                  |                  |                  |                  |                  |                  |                  |                  |                  |                  |                  |